# 신교지 가즈히코
신교지 가즈히코(일본어: 眞行寺 和彦, 1986년 2월 5일 ~ )는 일본의 전 축구 선수이다.

## 구단 경력
과거 미토 홀리호크, 블라우블리츠 아키타에서 활동하였다.